# Leave Me Alone (álbum)
Leave Me Alone é o primeiro álbum de estúdio completo da banda espanhola de garage rock Hinds. Foi lançado em 8 de janeiro de 2016 sob Lucky Number e Mom + Pop Music. O álbum segue vários singles e uma compilação vinis de 10'' que a banda lançou entre 2014 e 2016  como um duo e desde a adição do baterista Amber Grimbergen e do baixista Ade Martín como um quarteto.  "Garden", "San Diego", "Easy" e "Warts" foram lançados como singles e videoclipes. Em outubro de 2016, uma edição deluxe de Leave Me Alone foi lançada, apresentando um disco bônus de lados B, raridades e demos de telefone celular que foram gravados principalmente antes da gravação do álbum. Um videoclipe animado de "Bamboo" foi lançado para promover a edição deluxe.

## Letras
Leave Me Alone foi descrito como um conjunto de canções pop alegres, casuais, lo-fi e baseadas na guitarra, com muitos críticos se referindo à música como "surf-rock". A maioria das músicas traz duetos das duas vocalistas da banda, Ana Perrote e Carlotta Cosials. As músicas são cantadas em inglês e abordam tematicamente situações românticas positivas e negativas, entre outros assuntos. 

## Crítica
Leave Me Alone recebeu principalmente críticas positivas sobre seu lançamento, em grande parte descrevendo o álbum como lúdico, enérgico e exuberante, embora alguns críticos tenham identificado um lado mais sério e sombrio da música. Embora traçando comparações com muitas outras bandas de rock de garagem igualmente não polidas, os críticos elogiaram o sucesso distinto do álbum em transmitir a camaradagem da banda e seu entusiasmo por sua música. Noel Gardner, da NME, comentou sobre "a impressão que o álbum dá de Hinds como uma gangue de garotas unidas", e Harley Brown da Spin escreveu que a banda muitas vezes soa como "eles se deixaram levar pela pura sorte de descobrindo seu talento musical - e como é divertido brincar um com o outro." 
Os dois vocalistas foram identificados como um dos melhores aspectos do álbum, com Quinn Moreland do Pitchfork escrevendo que "os melhores momentos de Leave Me Alone ocorrem quando Cosials e Perrote estão dando tudo de si, batendo juntos sem restrições."
O álbum também foi criticado negativamente por não se expandir criativamente além de outras bandas do gênero, com Gardner da Spin escrevendo que "é um pouco difícil evitar a sensação de que você já ouviu isso antes." Ken Capobianco do The Boston Globe criticou a previsibilidade das canções, dizendo que espera que a composição da banda melhore no futuro, e que "muitas canções ... parecem primeiros rascunhos."

## Faixas
| N.º            | Título                              | Duração |  |
| 1.             | "Garden"                            | 4:07    |  |
| 2.             | "Fat Calmed Kiddos"                 | 3:02    |  |
| 3.             | "Warts"                             | 2:35    |  |
| 4.             | "Easy"                              | 2:24    |  |
| 5.             | "Castigadas en el Granero"          | 3:46    |  |
| 6.             | "Solar Gap"                         | 2:25    |  |
| 7.             | "Chili Town"                        | 3:17    |  |
| 8.             | "Bamboo"                            | 3:49    |  |
| 9.             | "San Diego"                         | 2:30    |  |
| 10.            | "And I Will Send Your Flowers Back" | 3:34    |  |
| 11.            | "I'll Be Your Man"                  | 3:17    |  |
| 12.            | "Walking Home"                      | 3:12    |  |
| Duração total: | Duração total:                      | 37:58   |  |